# Slivenec
Praha-Slivenec ist ein Stadtteil im Westen der tschechischen Hauptstadt Prag. Er gehört zum Verwaltungsbezirk Prag 5 und setzt sich aus den zwei Katastralgemeinden Slivenec (deutsch Sliwenetz) und Holyně (deutsch Hollin) zusammen. Der Stadtteil gehört seit 1974 zu Prag.

## Steinbruch
In Slivenec wird roter Kalkstein abgebaut, der sogenannte Sliwenetzer Marmor (Slivenecký mramor). Im Prager Veitsdom befinden sich 14 Grabplatten, welche Benesch von Weitmühl im Jahr 1374 anfertigen ließ und die wahrscheinlich aus Slivenec stammen. Die älteste schriftliche Erwähnung des Steinbruchs stammt aus dem Jahr 1515. Heute wird der Stein von der Firma Mramor Dobřichovice abgebaut. Ein Lehrpfad vermittelt Informationen zum Sliwenetzer Marmor.

## Sehenswürdigkeiten
- Die Allerheiligenkirche ist ein frühgotischer Bau aus dem 13. Jahrhundert. Im Jahr 1901 wurde die Kirche nach Plänen von Anton Viktor Barvitius restauriert.
- Kapelle Johannes des Täufers in Holyně, errichtet 1861

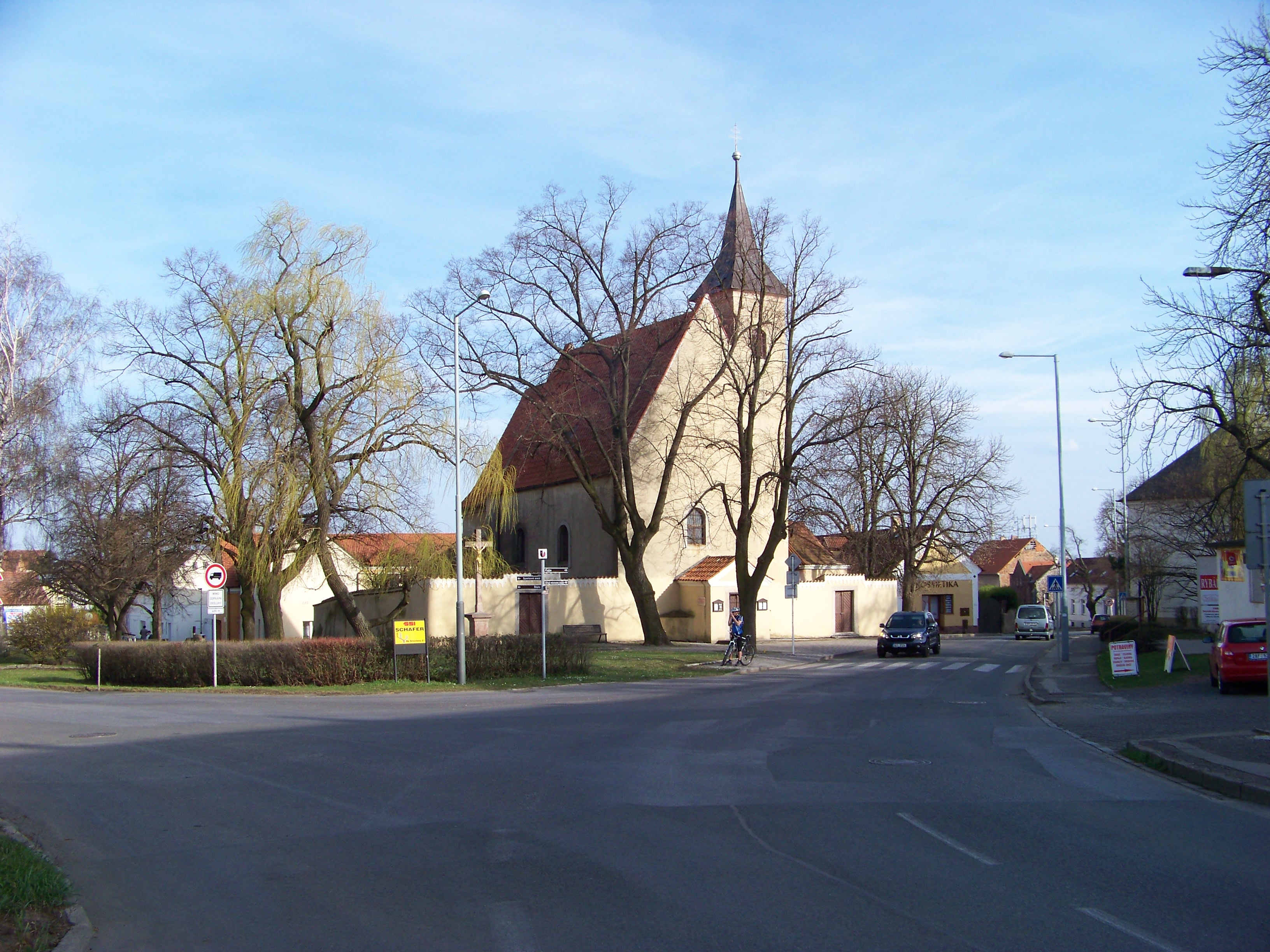
Hauptplatz in Slivenec mit Kirche
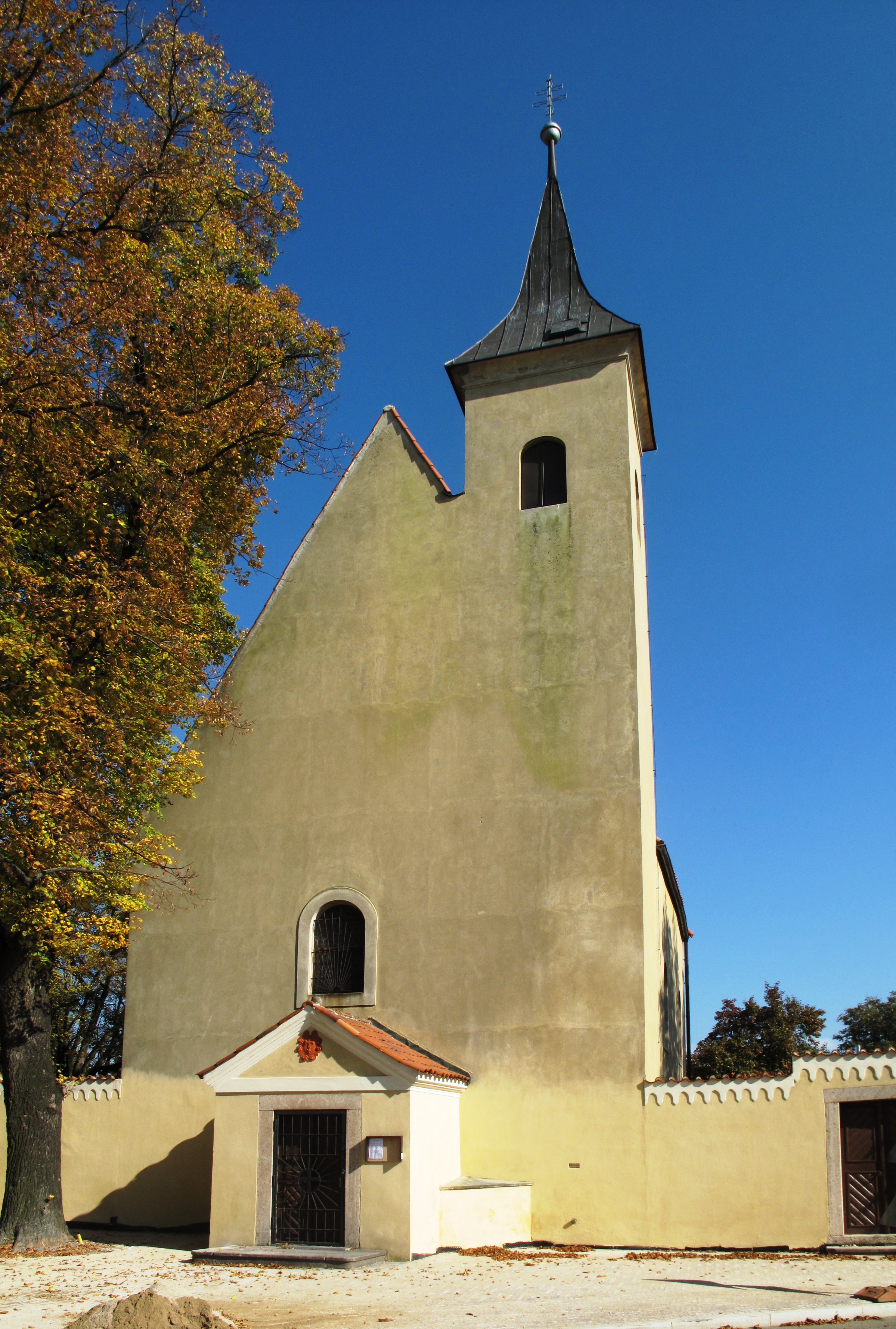
Die Allerheiligenkirche
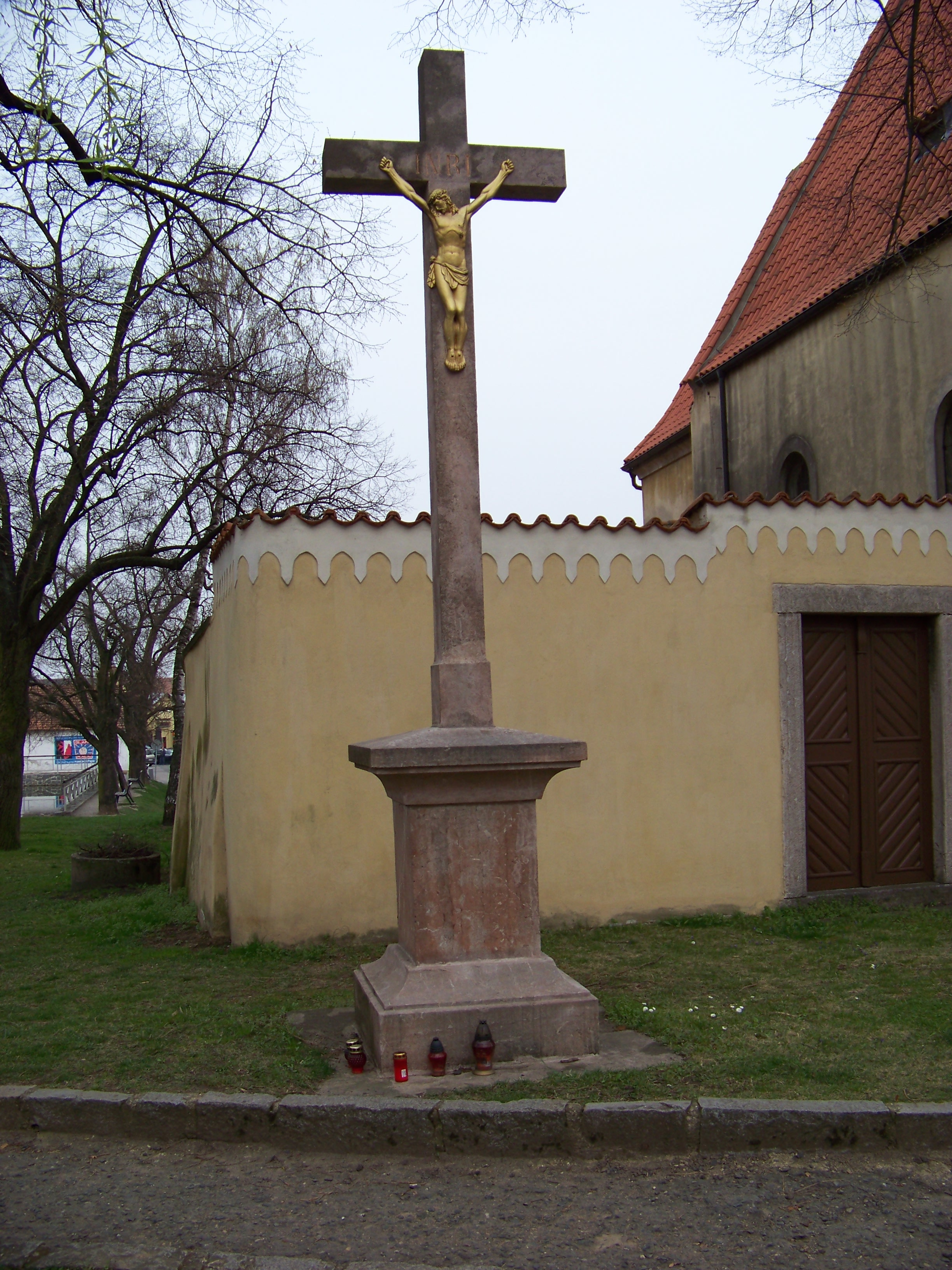
Kreuz aus Sliwenetzer Marmor neben der Kirche
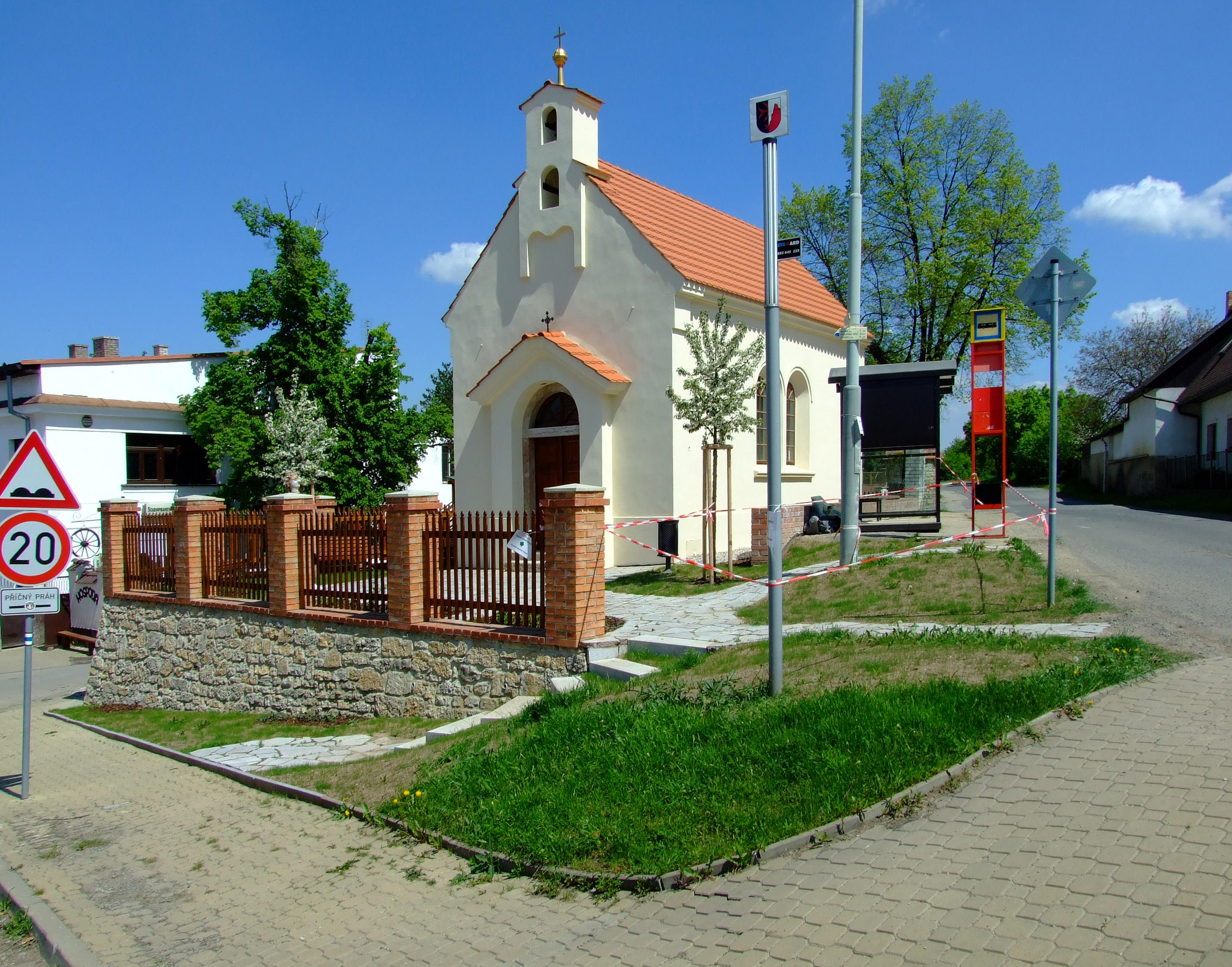
Kapelle in Holyně